# فیفث وارد (لوئیزیانا)
فیفث وارد (به انگلیسی: Fifth Ward) شهری در ایالت لوئیزیانا کشور ایالات متحده آمریکا است که جمعیت آن در سرشماری سال ۲۰۱۰ میلادی، ۸۰۰ نفر بوده‌است.